# 珍珠寺 (池州市)
珍珠寺是一座位于中国安徽省池州市贵池区里山街道万罗山山坞的佛寺。

## 名称
仿佛一张荷叶托着一颗晶莹的明珠。
占地350平方米，有僧人3人。

## 历史
珍珠寺古称“元帝殿”，始建于宋代。清乾隆三十年(公元1765年)和道光九年(公元1829年)又先后两次重建。
古时，佛殿中有两幅楹联。

其一曰：
万竹竿，万株松，鸟来鸟去云窈窕；
罗远峰，罗近岫，寺南寺北佛慈悲。

其二曰：
题江祖诗，清如水，青莲去后，钓石千秋；
咏罗峰峦，叠成云，昆仑挺脉，凝晶万壑。
抗战期间，珍珠寺遭日军飞机炸毁，所在地沦为日伪军、新四军、国民革命军活动的三不管地带。1948年，贵池县僧人惟祥和尚化缘重建，但后殿仍是废墟。1978年后，对珍珠寺进行整修，1985年珍珠寺被安徽省人民政府列为省级重点保护寺院。1998年，香港贵池南方建筑公司总经理纪良才向贵池市人民政府捐款200万美元（按1998年价格计算）将后殿维修。

## 建筑

### 庙宇
珍珠寺的殿宇是按照九华山肉身宝殿的格局建造的。寺前有涤墨池，相传为李白洗手处。
殿宇前后三进：

- 前殿中间是客堂，两侧是寮房；
- 二进是佛殿，殿内供奉着玉雕观音；
- 三进是藏经楼。

记载古寺历史的石碑至今尚存。

### 附属物
寺庙后有一颗桂花树，传说于明朝万历年间栽种，至今约500岁。
1984年春，寺后的竹林中长出一种罕见的毛竹变种——罗汉竹。